# Pethia muvattupuzhaensis
Pethia muvattupuzhaensis е вид лъчеперка от семейство Шаранови (Cyprinidae).

## Разпространение
Видът е разпространен в Керала, Индия.

## Описание
Този вид достига дължина от 45 мм.